# Wimanodon
Wimanodon marmieri
Genre
Espèce
Wimanodon est un genre fossile d'Elasmobranchii qui vivaient durant le Trias inférieur au Svalbard. On n'en connait qu'une espèce nommée Wimanodon marmieri.

## Description
Wimanodon a été découvert au Svalbard sur l'île Spitzberg dans des couches où l'on retrouve un certain nombre d'espèces de Synechodontiformes toutes connues par leurs dents. W. marmieri se distingue par des caractéristiques apomorphes uniques, comme une couronne ronde et bombée surplombant la jonction couronne-racine, notamment au niveau de l'épaulement coronaire. L'histologie dentaire, incluant les microstructures émailloïdes, est décrite pour la première fois et montre que ces taxons se distinguent nettement des autres genres comparables connus.

## Systématique
Le genre Wimanodon et l'espèce Wimanodon marmieri ont été décrits en 2025 par Synnøve Mo Saugen (d), Aubrey Jane Roberts (d), Victoria S. Engelschiøn (d) et  Jørn Harald Hurum (d).

### Publication originale
- Synnøve M. Saugen, Aubrey J. Roberts, Victoria S. Engelschiøn et Jørn H. Hurum, « A new assemblage of Lower Triassic neoselachians (Chondrichthyes) from the Grippia Bonebed of Spitsbergen, Norway », Journal of Vertebrate Paleontology, vol. 44, no 3,‎ 3 mai 2024, e2426544 (ISSN 0272-4634, DOI 10.1080/02724634.2024.2426544, lire en ligne, consulté le 15 août 2025)